# Елізабет Раян
Елізабет Раян (англ. Elizabeth Ryan; 5 лютого 1892 — 6 липня 1979) — колишня американська тенісистка.
Найвищу одиночну позицію світового рейтингу — 3 місце досягла 1927 року.
Перемагала на турнірах Великого шолома в парному та змішаному парному розрядах.

## Фінали турнірів Великого шолома

### Одиночний розряд: 3 (3 поразки)
| Результат | Рік  | Турнір               | Покриття | Суперниця      | Рахунок       |
| --------- | ---- | -------------------- | -------- | -------------- | ------------- |
| Поразка   | 1921 | Вімблдонський турнір | Трава    | Сюзанн Ленглен | 2–6, 0–6      |
| Поразка   | 1926 | Чемпіонат США        | Трава    | Молла Маллорі  | 6–4, 4–6, 7–9 |
| Поразка   | 1930 | Вімблдонський турнір | Трава    | Гелен Віллс    | 2–6, 2–6      |

### Жінки, парний розряд: 21 (17–4)
| Результат | Рік  | Турнір               | Покриття | Партнерка      | Суперниці                                            | Рахунок         |
| --------- | ---- | -------------------- | -------- | -------------- | ---------------------------------------------------- | --------------- |
| Перемога  | 1914 | Вімблдонський турнір | Трава    | Аґнес Мортон   | Едіт Геннем Етель Томсон-Ларкомб                     | 6–1, 6–3        |
| Перемога  | 1919 | Вімблдонський турнір | Трава    | Сюзанн Ленглен | Доротея Даґласс Ламберт Чамберс Етель Томсон-Ларкомб | 4–6, 7–5, 6–3   |
| Перемога  | 1920 | Вімблдонський турнір | Трава    | Сюзанн Ленглен | Доротія Ламберт Чамберс Етель Томсон-Ларкомб         | 6–4, 6–0        |
| Перемога  | 1921 | Вімблдонський турнір | Трава    | Сюзанн Ленглен | Джералдін Біміш Ірен Бовдер-Пікок                    | 6–1, 6–2        |
| Перемога  | 1922 | Вімблдонський турнір | Трава    | Сюзанн Ленглен | Кетлін Маккейн-Годфрі Марґарет Маккейн Стокс         | 6–0, 6–4        |
| Перемога  | 1923 | Вімблдонський турнір | Трава    | Сюзанн Ленглен | Джоан Остін Евелін Кол'єр                            | 6–3, 6–1        |
| Перемога  | 1925 | Вімблдонський турнір | Трава    | Сюзанн Ленглен | Кетлін Ліддердейл Мері Маккілгам                     | 6–2, 6–2        |
| Поразка   | 1925 | Чемпіонат США        | Трава    | Мей Саттон     | Мері Браун Гелен Віллс                               | 4–6, 3–6        |
| Перемога  | 1926 | Вімблдонський турнір | Трава    | Мері Браун     | Евелін Кол'єр Кетлін Маккейн Ґодфрі                  | 6–1, 6–1        |
| Перемога  | 1926 | Чемпіонат США        | Трава    | Елінор Ґосс    | Мері Браун Шарлотт Госмер Чепін                      | 3–6, 6–4, 12–10 |
| Перемога  | 1927 | Вімблдонський турнір | Трава    | Гелен Віллс    | Боббі Гайне-Міллер Ірен Бовдер-Пікок                 | 6–3, 6–2        |
| Перемога  | 1930 | Чемпіонат Франції    | Ґрунт    | Гелен Віллс    | Сімон Барб'є Сімонн Матьє                            | 6–3, 6–1        |
| Перемога  | 1930 | Вімблдонський турнір | Трава    | Гелен Віллс    | Едіт Кросс Сара Палфрі-Кук                           | 6–2, 9–7        |
| Поразка   | 1931 | Чемпіонат Франції    | Ґрунт    | Сіллі Оссем    | Ейлін Беннетт-Віттінґстолл Бетті Натголл             | 7–9, 2–6        |
| Перемога  | 1932 | Чемпіонат Франції    | Ґрунт    | Гелен Віллс    | Ейлін Беннетт Віттінґстолл Бетті Натголл             | 6–1, 6–3        |
| Поразка   | 1932 | Вімблдонський турнір | Трава    | Гелен Джейкобс | Доріс Метакса Жосан Сіґар                            | 4–6, 3–6        |
| Перемога  | 1933 | Чемпіонат Франції    | Ґрунт    | Сімонн Матьє   | Сільві Юнґ Анротен Колетт Розамбер                   | 6–1, 6–3        |
| Перемога  | 1933 | Вімблдонський турнір | Трава    | Сімонн Матьє   | Фреда Джеймс Біллі Йорк                              | 6–2, 9–11, 6–4  |
| Поразка   | 1933 | Чемпіонат США        | Трава    | Гелен Віллс    | Фреда Джеймс Бетті Натголл                           | default         |
| Перемога  | 1934 | Чемпіонат Франції    | Ґрунт    | Сімонн Матьє   | Гелен Джейкобс Сара Палфрі                           | 3–6, 6–4, 6–2   |
| Перемога  | 1934 | Вімблдонський турнір | Трава    | Сімонн Матьє   | Дороті Ендрюс Сільві Юнґ Анротен                     | 6–3, 6–3        |

### Мікст: 14 (9–5)
| Результат | Рік  | Турнір               | Покриття | Партнер             | Суперник і суперниця               | Рахунок         |
| --------- | ---- | -------------------- | -------- | ------------------- | ---------------------------------- | --------------- |
| Перемога  | 1919 | Вімблдонський турнір | Трава    | Рендолф Лайсетт     | Доротія Чамберс Албертем Преббл    | 6–0, 6–0        |
| Поразка   | 1920 | Вімблдонський турнір | Трава    | Рендолф Лайсетт     | Сюзанн Ленглен Джералд Паттерсон   | 5–7, 3–6        |
| Перемога  | 1921 | Вімблдонський турнір | Трава    | Рендолф Лайсетт     | Філліс Ковелл Макс Вуснам          | 6–3, 6–1        |
| Поразка   | 1922 | Вімблдонський турнір | Трава    | Рендолф Лайсетт     | Сюзанн Ленглен Мерил О'Гара Вуд    | 4–6, 3–6        |
| Перемога  | 1923 | Вімблдонський турнір | Трава    | Рендолф Лайсетт     | Дороті Шеферд-Баррон Льюїс Дін     | 6–4, 7–5        |
| Поразка   | 1925 | Вімблдонський турнір | Трава    | Умберто де Морпуджо | Сюзанн Ленглен Жан Боротра         | 3–6, 3–6        |
| Перемога  | 1926 | Чемпіонат США        | Трава    | Жан Боротра         | Гейзел Гочкіс-Вайтмен Рене Лакост  | 6–4, 7–5        |
| Перемога  | 1927 | Вімблдонський турнір | Трава    | Френсіс Гантер      | Кетлін Маккейн-Годфрі Леслі Годфрі | 8–6, 6–0        |
| Перемога  | 1928 | Вімблдонський турнір | Трава    | Пат Спенс           | Дафне Акгерст Джек Кроуфорд        | 7–5, 6–4        |
| Перемога  | 1930 | Вімблдонський турнір | Трава    | Джек Кроуфорд       | Гільде Кравінкель Даніель Пренн    | 6–1, 6–3        |
| Перемога  | 1932 | Вімблдонський турнір | Трава    | Енріке Маєр         | Жосан Сіґар Геррі Гопмен           | 7–5, 6–2        |
| Перемога  | 1933 | Чемпіонат США        | Трава    | Елсворт Вайнс       | Сара Палфрі-Кук Джордж Лот         | 11–9, 6–1       |
| Поразка   | 1934 | Чемпіонат Франції    | Ґрунт    | Адріан Квіст        | Колетт Розамбер Жан Боротра        | 2–6, 4–6        |
| Поразка   | 1934 | Чемпіонат США        | Трава    | Лестер Стоуфен      | Гелен Джейкобс Джордж Лот          | 6–4, 11–13, 2–6 |

## Часова шкала турнірів Великого шлему
| W | Ф | ПФ | ЧФ | #Р | КТ | К# | DNQ | A | NH |

### Одиночний розряд
| Турнір               | 1912  | 1913  | 1914  | 1915  | 1916  | 1917  | 1918  | 1919  | 1920  | 1921  | 1922  | 1923  | 1924  | 1925  | 1926  | 1927  | 1928  | 1929  | 1930  | 1931  | 1932  | 1933  | 1934  | Career SR |
| -------------------- | ----- | ----- | ----- | ----- | ----- | ----- | ----- | ----- | ----- | ----- | ----- | ----- | ----- | ----- | ----- | ----- | ----- | ----- | ----- | ----- | ----- | ----- | ----- | --------- |
| Чемпіонат Австралії  | NH    | NH    | NH    | NH    | NH    | NH    | NH    | NH    | NH    | NH    |       |       |       |       |       |       |       |       |       |       |       |       |       | 0 / 0     |
| Чемпіонат Франції    |       |       |       | NH    | NH    | NH    | NH    | NH    |       |       |       |       | NH    |       | ЧФ    |       |       |       | ЧФ    | ЧФ    | 1р    | 1р    | 1р    | 0 / 7     |
| Вімблдонський турнір | ЧФ    | 1р    | ACF   | NH    | NH    | NH    | NH    | ПФ    | ACF   | Ф     | ЧФ    | ПФ    | ЧФ    | 2р    | 3р    | ПФ    | ПФ    | 3р    | Ф     |       | 1р1   |       |       | 0 / 16    |
| Чемпіонат США        |       |       |       |       |       |       |       |       |       |       |       |       |       | ЧФ    | Ф     |       |       |       |       |       |       |       | ЧФ    | 0 / 3     |
| SR                   | 0 / 1 | 0 / 1 | 0 / 1 | 0 / 0 | 0 / 0 | 0 / 0 | 0 / 0 | 0 / 1 | 0 / 1 | 0 / 1 | 0 / 2 | 0 / 1 | 0 / 1 | 0 / 2 | 0 / 3 | 0 / 1 | 0 / 1 | 0 / 1 | 0 / 2 | 0 / 1 | 0 / 2 | 0 / 1 | 0 / 2 | 0 / 26    |

ACF = Фінал всіх охочих, переможниця якого мала грати з чинною чемпіонкою.
1 Раян не грала, її суперниця вийшла до наступного кола без гри.

### Women's doubles
| Турнір               | 1912  | 1913  | 1914  | 1915  | 1916  | 1917  | 1918  | 1919  | 1920  | 1921  | 1922  | 1923  | 1924  | 1925  | 1926  | 1927  | 1928  | 1929  | 1930  | 1931  | 1932  | 1933  | 1934  | Career SR |
| -------------------- | ----- | ----- | ----- | ----- | ----- | ----- | ----- | ----- | ----- | ----- | ----- | ----- | ----- | ----- | ----- | ----- | ----- | ----- | ----- | ----- | ----- | ----- | ----- | --------- |
| Чемпіонат Австралії  | NH    | NH    | NH    | NH    | NH    | NH    | NH    | NH    | NH    | NH    |       |       |       |       |       |       |       |       |       |       |       |       |       | 0 / 0     |
| Чемпіонат Франції    |       | NH    | NH    | NH    | NH    | NH    | NH    | NH    |       |       | NH    |       | NH    |       | ПФ    |       |       |       | П     | Ф     | П     | П     | П     | 4 / 6     |
| Вімблдонський турнір | NH    | 2р    | П     | NH    | NH    | NH    | NH    | П     | П     | П     | П     | П     | ЧФ    | П     | П     | П     | ПФ    | ПФ    | П     |       | Ф     | П     | П     | 12 / 16   |
| Чемпіонат США        |       |       |       |       |       |       |       |       |       |       |       |       |       | Ф     | П     |       |       |       |       |       |       | Ф     | ПФ    | 1 / 4     |
| SR                   | 0 / 0 | 0 / 0 | 1 / 1 | 0 / 0 | 0 / 0 | 0 / 0 | 0 / 0 | 1 / 1 | 1 / 1 | 1 / 1 | 1 / 1 | 1 / 1 | 0 / 1 | 1 / 2 | 2 / 3 | 1 / 1 | 0 / 1 | 0 / 1 | 2 / 2 | 0 / 1 | 1 / 2 | 2 / 3 | 2 / 3 | 17 / 26   |

### Мікст
| Турнір               | 1912  | 1913  | 1914  | 1915  | 1916  | 1917  | 1918  | 1919  | 1920  | 1921  | 1922  | 1923  | 1924  | 1925  | 1926  | 1927  | 1928  | 1929  | 1930  | 1931  | 1932  | 1933  | 1934  | Career SR |
| -------------------- | ----- | ----- | ----- | ----- | ----- | ----- | ----- | ----- | ----- | ----- | ----- | ----- | ----- | ----- | ----- | ----- | ----- | ----- | ----- | ----- | ----- | ----- | ----- | --------- |
| Чемпіонат Австралії  | NH    | NH    | NH    | NH    | NH    | NH    | NH    | NH    | NH    | NH    |       |       |       |       |       |       |       |       |       |       |       |       |       | 0 / 0     |
| Чемпіонат Франції    |       |       |       | NH    | NH    | NH    | NH    | NH    | ?     | ?     | ?     | ?     | NH    | ?     | ?     | ?     | ?     | ?     | ?     | ?     | ?     | ?     | Ф     | 0 / 1     |
| Вімблдонський турнір | NH    | ?     | ?     | NH    | NH    | NH    | NH    | П     | Ф     | П     | Ф     | П     | 2р    | Ф     | ПФ    | П     | П     | ПФ    | П     |       | П     | ЧФ    | ЧФ    | 7 / 15    |
| Чемпіонат США        | ?     |       |       | ?     | ?     | ?     | ?     | ?     | ?     | ?     | ?     | ?     | ?     | ?     | П     | ?     | ?     | ?     | ?     | ?     | ?     | П     | Ф     | 2 / 3     |
| SR                   | 0 / 0 | 0 / 0 | 0 / 0 | 0 / 0 | 0 / 0 | 0 / 0 | 0 / 0 | 1 / 1 | 0 / 1 | 1 / 1 | 0 / 1 | 1 / 1 | 0 / 1 | 0 / 1 | 1 / 2 | 1 / 1 | 1 / 1 | 0 / 1 | 1 / 1 | 0 / 0 | 1 / 1 | 1 / 2 | 0 / 3 | 9 / 19    |